# Erdenet (podnik)
Mongolský podnik Erdenet (mongolsky Эрдэнэт үйлдвэр, rusky Предлриятие Эрдэнэт) je těžební společnost na těžbu a obohacování rud. Jde o společnost s ručením omezeným, která sídlí Erdenetu v Mongolsku. Jeho hlavním produktem je měděná obohacená ruda. Patří mezi největší těžební společnosti v Asii. Nachází se v Orchonském ajmagu na severu Mongolska mezi řekami Selenga a Orchon gol ve vzdálenosti 240 km od hlavního města Ulánbátaru.

## Historie
Geologický výzkum oblasti Erdenetiin-Ovoo začal koncem roku 1950; přičemž hlavní práce provedli v 60. letech čeští geologové. Za objev Erdenetu obdržel  mongolské vyznamenání Polární hvězdy geolog Mojmír Krauter. Po invazi v roce 1968 se Československo prací v Erdenetu vzdalo. 
Pozdější společnost byla založena jako společný sovětsko-mongolský podnik v roce 1974 a po roce 1989 byl ruský podíl vykoupen. Podnik je v současnosti 100% mongolský. 
Těžba byla zahájena odstřelem patnáctimetrové skrývky nadloží 11. června 1976. První koncentrát byl vyroben v r. 1978 a téhož roku dosáhla roční těžba 4 mil. t rudy. V roce 1980 byla zprovozněna druhá polovina závodu s roční kapacitou 8 mil. t rudy. O rok později se kapacita opět zdvojnásobila na 16 mil. t za rok. V roce 1989 měl podnik kapacitu 20 mil. t za rok a roční výroba koncentrátu dosáhla 1 mil. t.

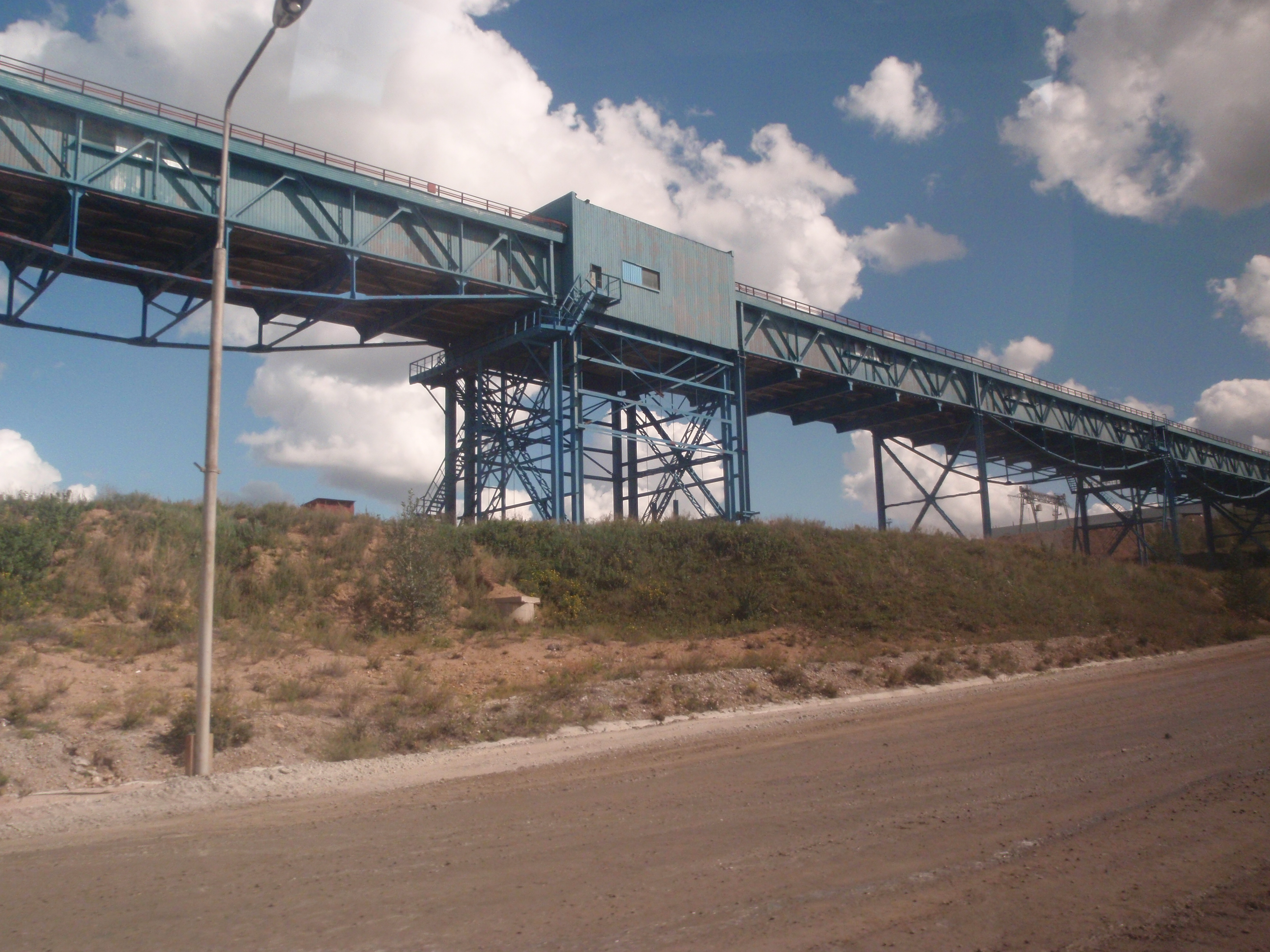

V r. 1997 dosáhla roční produkce měděného koncentrátu 2 milionů tun. Po modernizaci dokončené v r. 2001 dosáhla kapacita první části závodu 10 mil. t rudy. Na přelomu tisíciletí byly v Rusku vedeny spory ohledně jejich podílu na podniku a ty byly ukončeny v r. 2002. V roce 2009 Erdenet zpracoval 26 milionů tun rudy.
V současné době (2012) se těží 29,2 mil. t rudy, z čehož se 26,1 mil. t dále upravuje; podnik produkuje 3 977 t molybdenového a 513 731 t měděného koncentrátu, který se vyváží do mnoha zemí, nejvíce do Kazachstánu, Japonska, Čínu, Ruska a Švýcarska. Je největším světovým producentem mědi a molybdenu.

## Organizace
Podíl na podniku je rozdělen následovně: 51 % mongolská strana (státní účast), 49 % ruská strana zastupovaná společností Zarubežmet (rusky ОАО ВО Зарубежцветмет). Podnik se dělí na pět obchodních jednotek; od roku 2007 vlastní společnost pro výrobu ocelových koulí Erdenet metall.
Podnik spolupracuje s několika dalšími významnými těžebními společnostmi, např. Norilsk Nickel (Норильский никель) nebo Uralská báňská a hutní společnost (Уральская горно-металлургическая компания).

## Zajímavosti
Do Erdenetu vede odbočka Transmongolské magistrály.
Skladba zaměstnanců společnosti je multikulturní, vedle Mongolů zaměstnává občany Ruska, Kazachstánu, Ukrajiny, Arménie, Uzbekistánu, Ázerbájdžánu, Běloruska a Kyrgyzstánu.
Sídlo společnosti se nachází na náměstí Amarah ve městě Erdenet.

## Složení a počet zaměstnanců

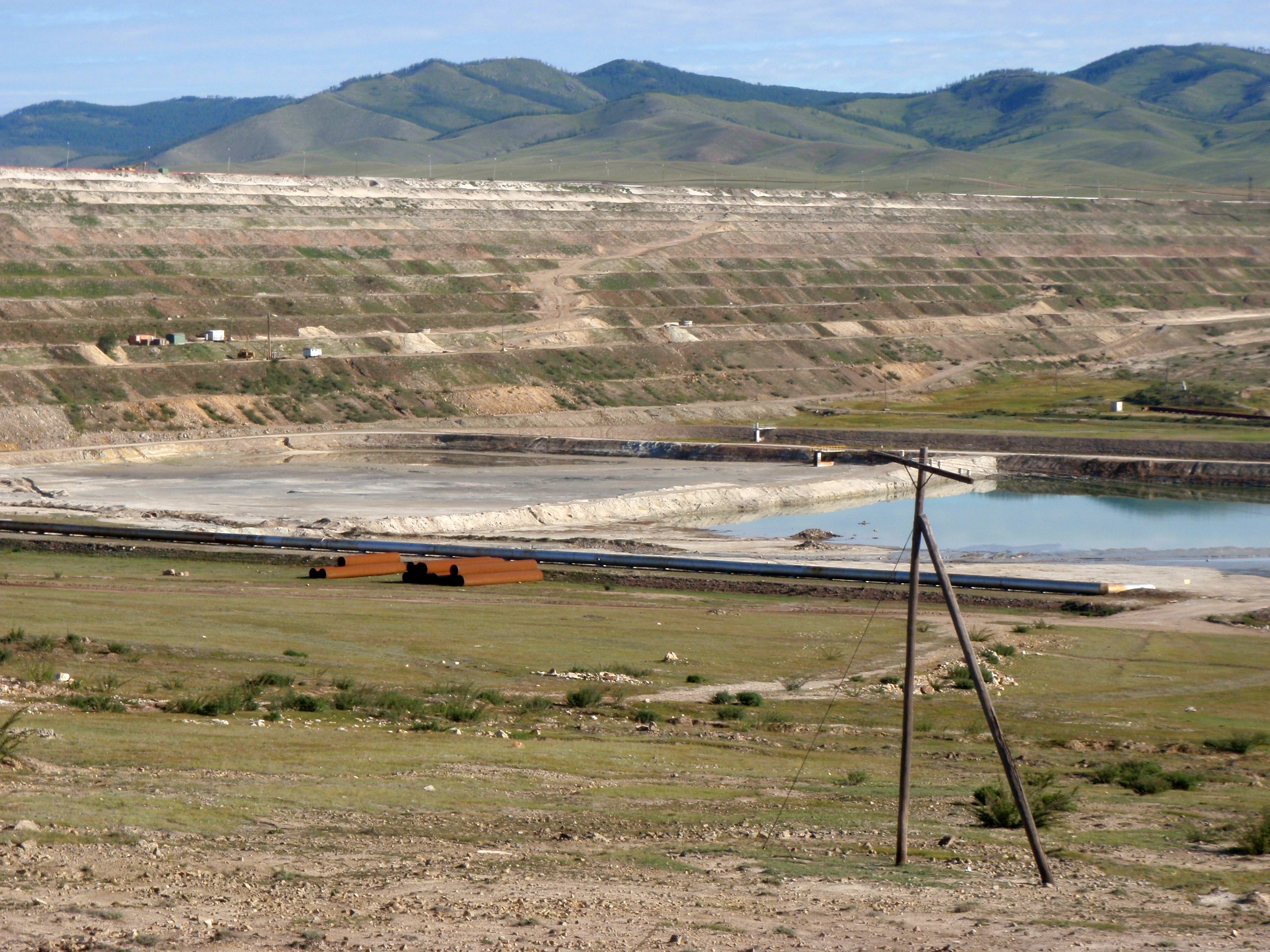

### Roky 1999-2000
Dne 1. ledna 2000, celkový počet zaměstnanců byl 6.604 lidí, včetně 5488 z Mongolska, a 1072 lidí - z SNS: Rusko - 558 (52,1%), Kazachstán - 327 (30,5% ), Ukrajina - 162 (15%) a zbývajících 25 (2,3%) - občané Arménie, Uzbekistánu, Ázerbájdžánu, Bělorusku a Kyrgyzstánu.
Ve vedení podniku "Erdenet" v roce 1999, zúčastnilo 192 lidí, včetně z Mongolska je 153 lidí (79,7%), ruská strana - 39 (20,3%) a v 2000 - 197 lidí, včetně Mongolů - 156 lidí (79,2%), rusů - 41 (20,8%).

### 2001 rok
Jak 1. ledna 2001 počet pracovníků byl 6518 osob, včetně z Mongolska 5485 lidí, a občany Ruska a SNS - 1033 osob (15,8%), z toho: z Ruska - 542 lidí (52, 5%), Kazachstánu - 311 (30,1%), Ukrajiny - 155 (15,0%) a 25 (2,4%) - občané Arménie, Uzbekistánu, Ázerbájdžánu, Běloruska a Kyrgyzstánu.

## Galerie

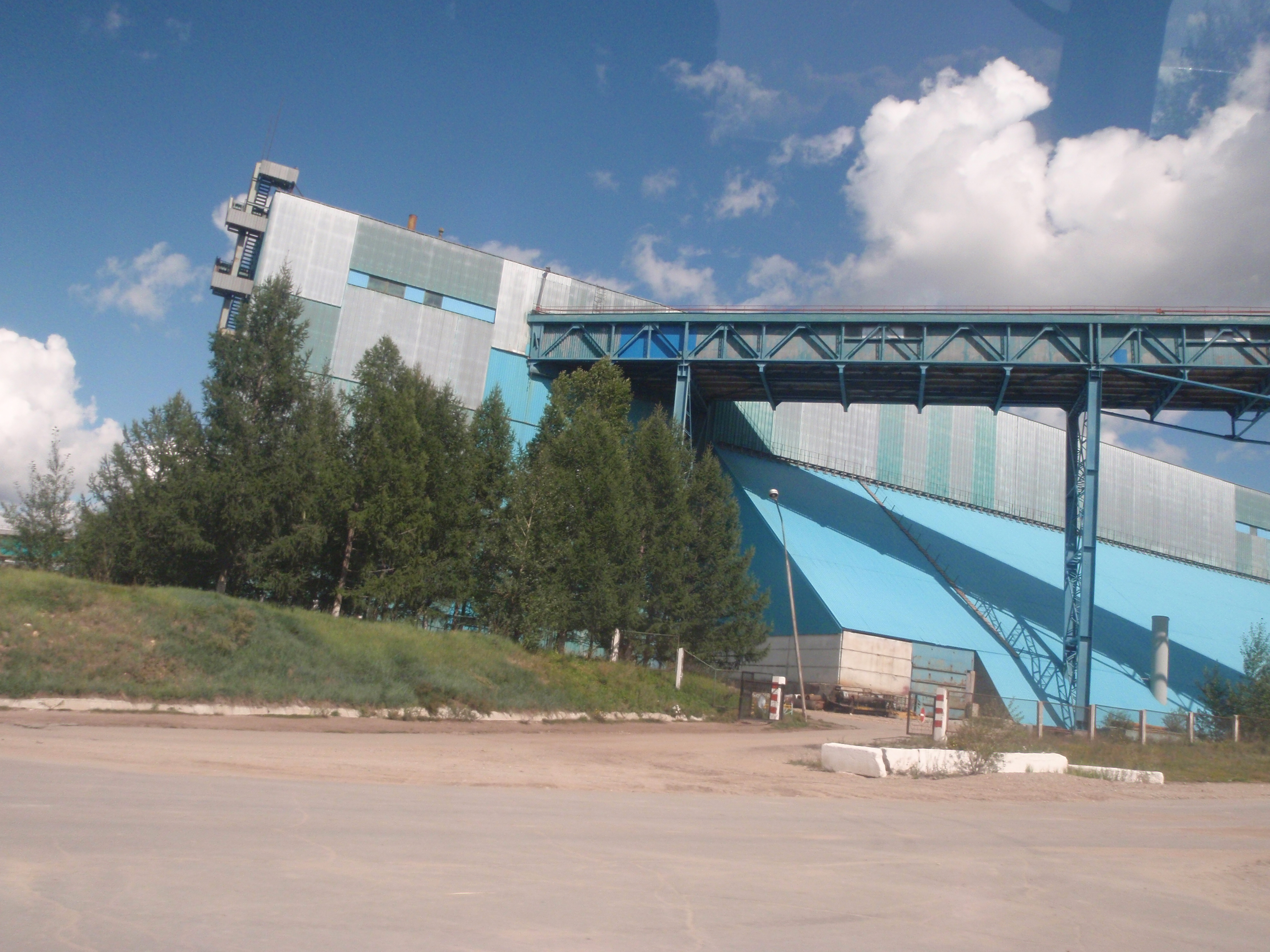
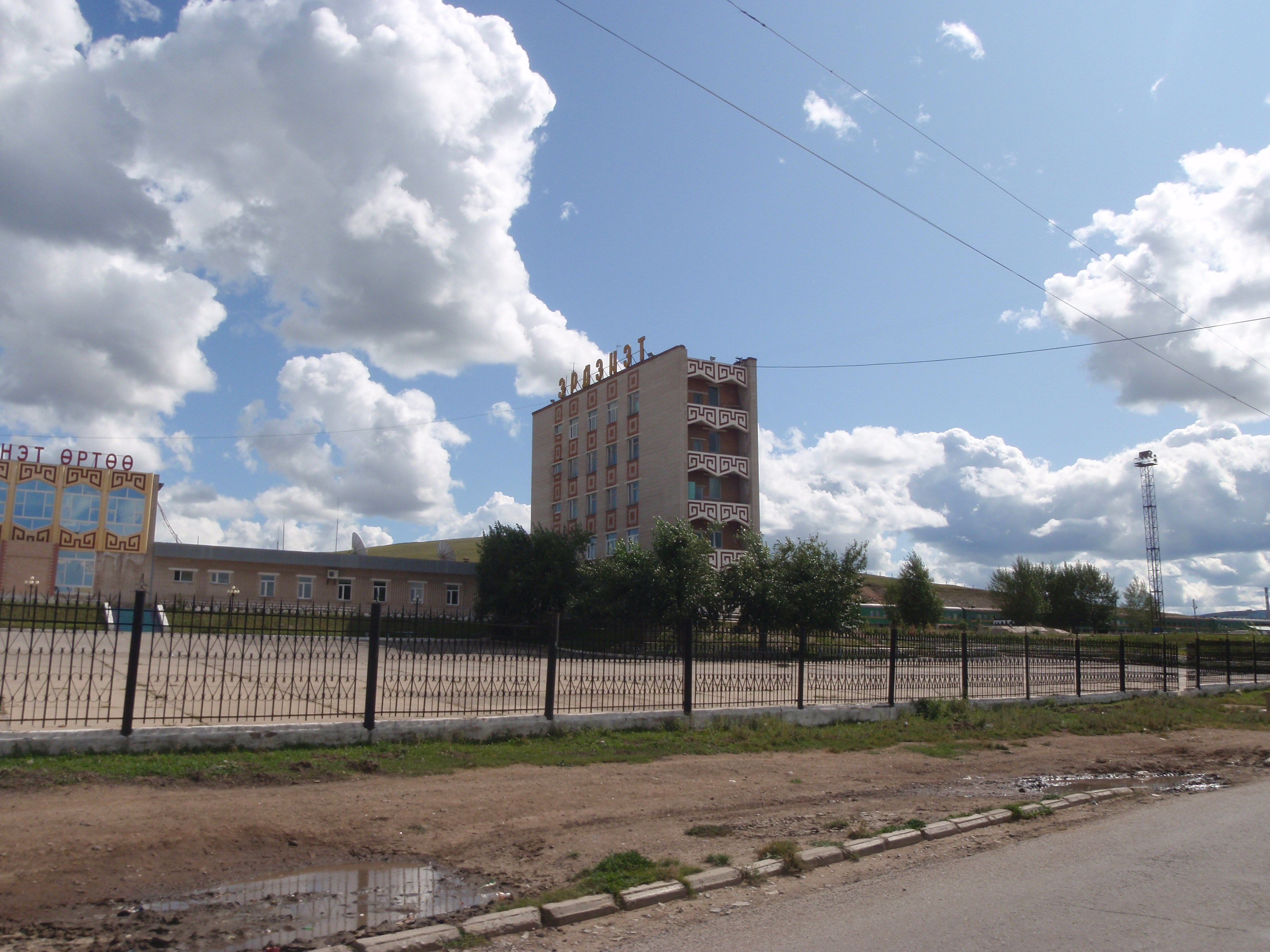
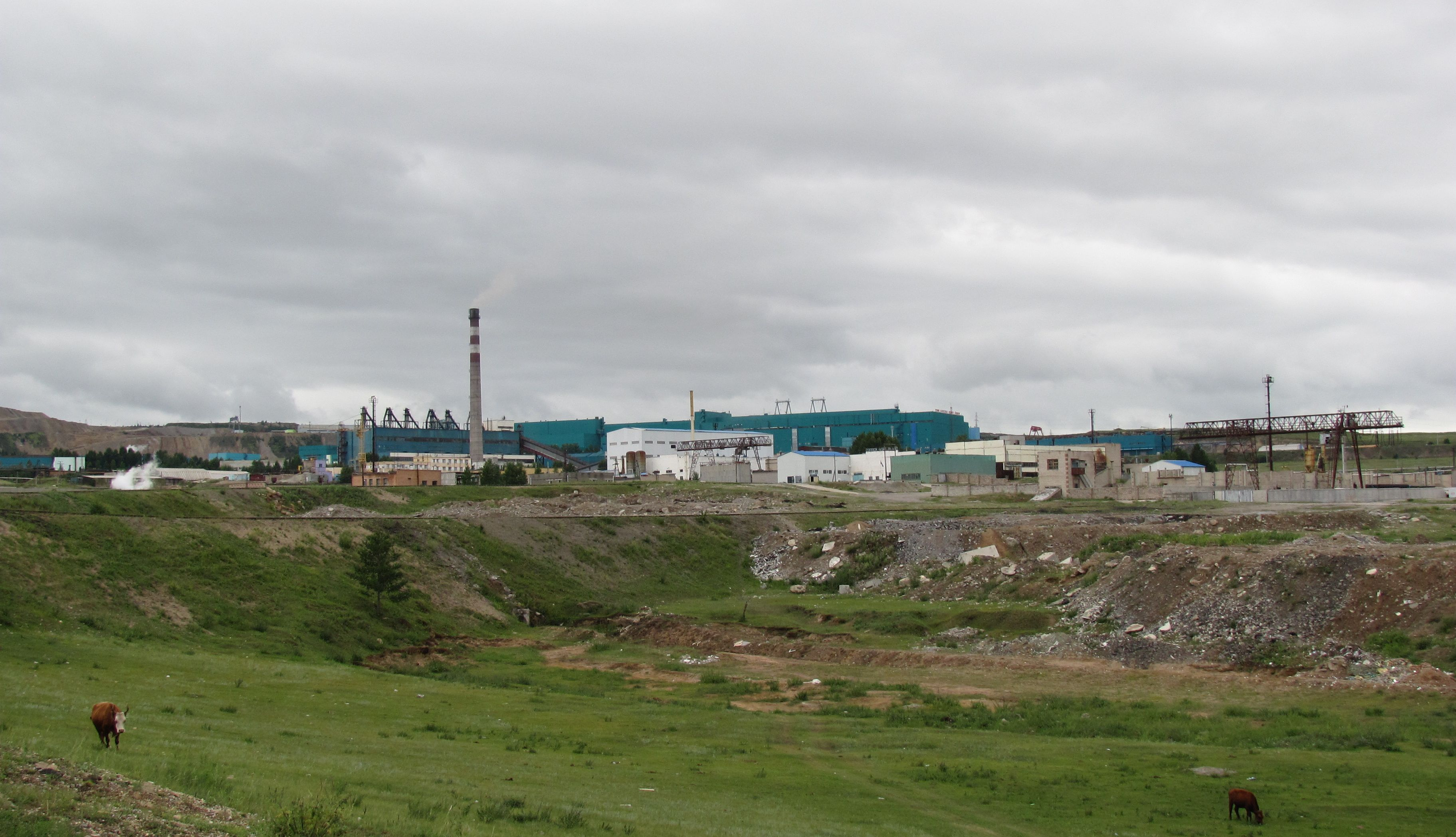
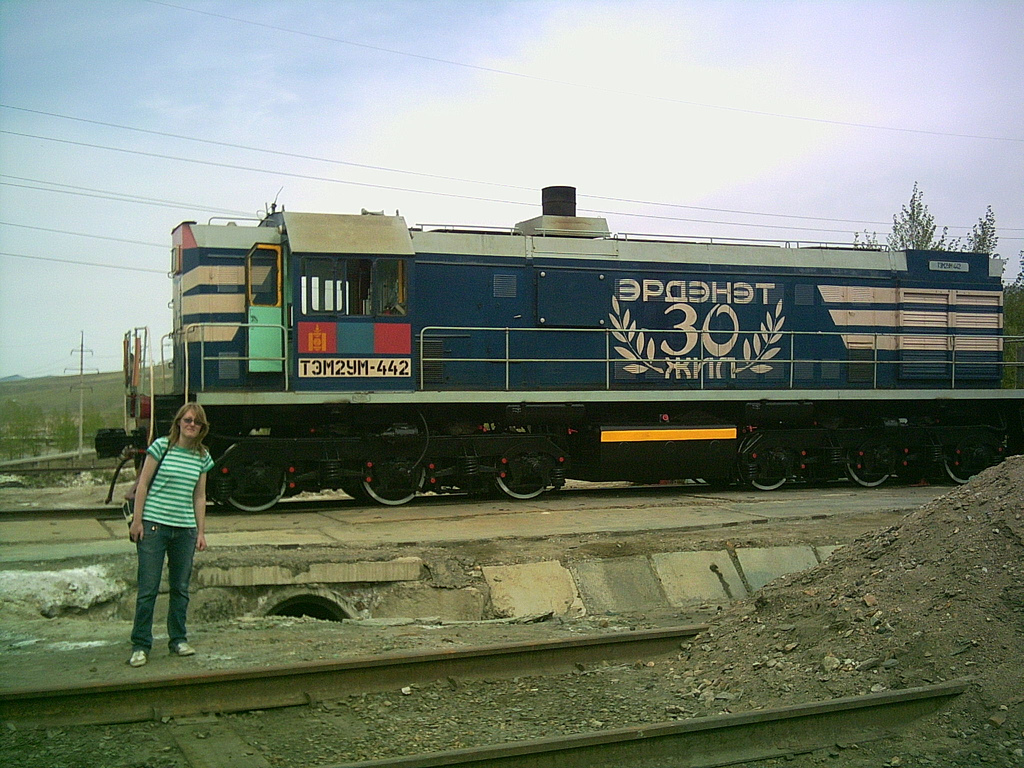
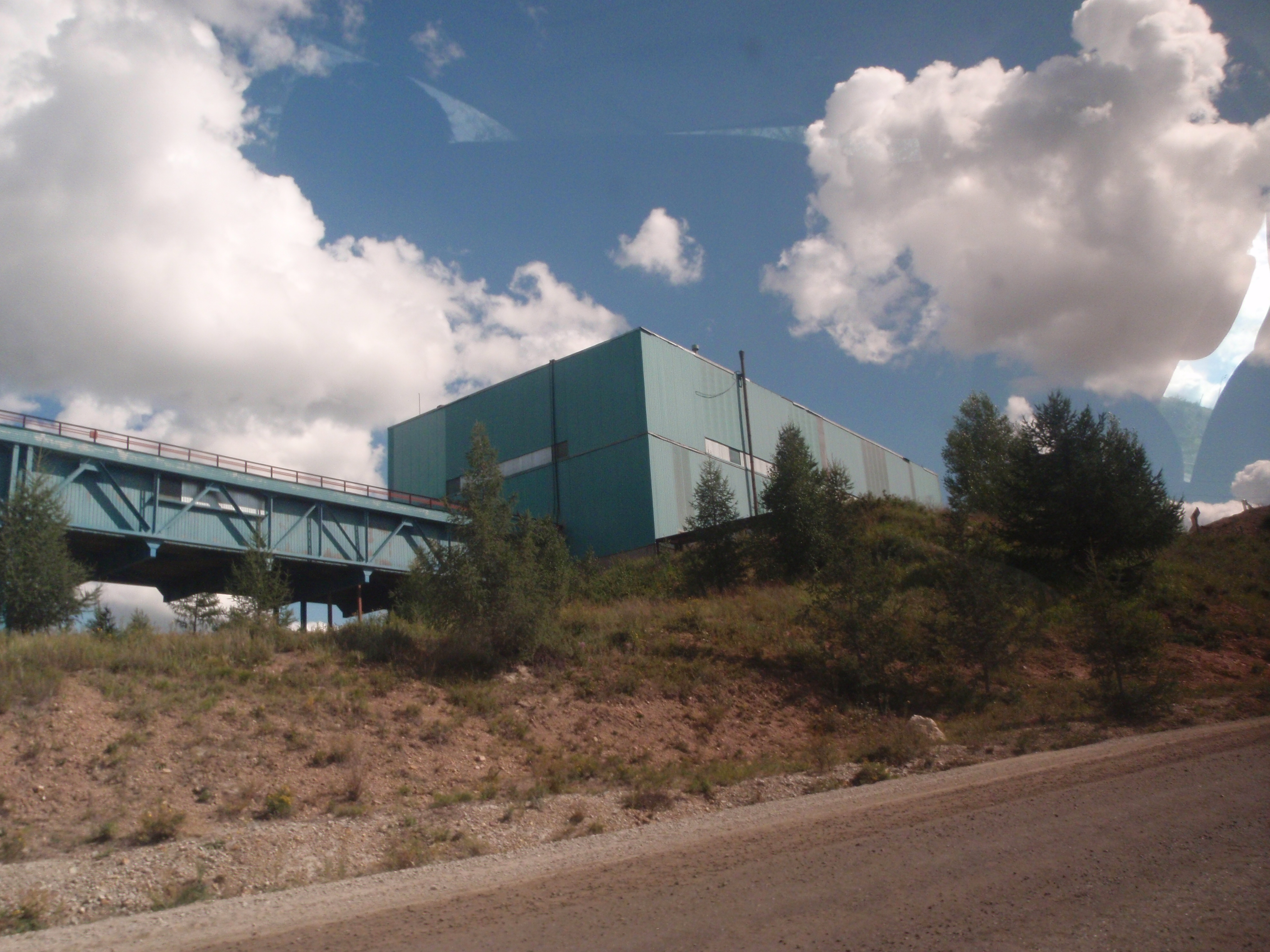
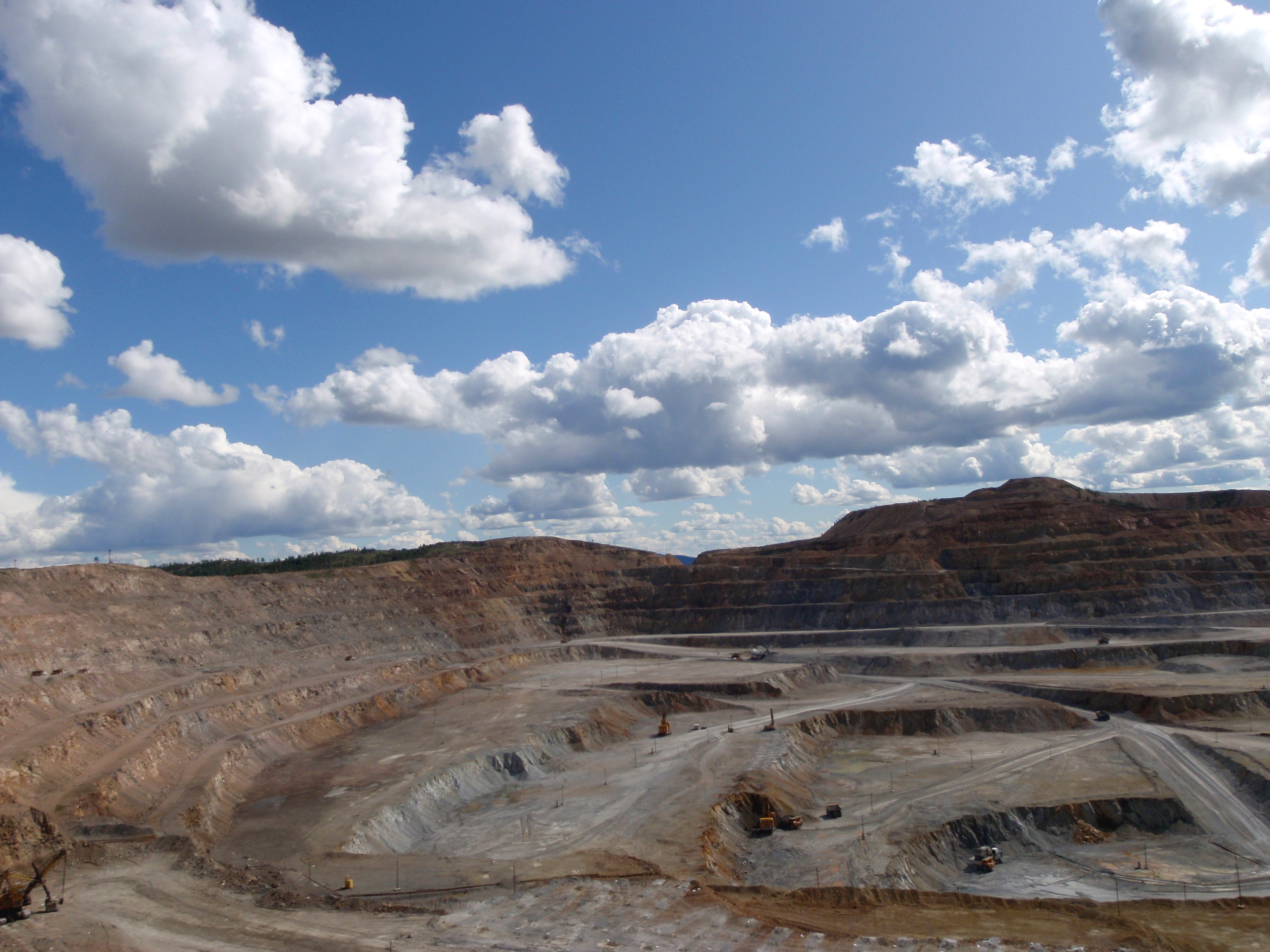